# مركز ليبيا للمتفوقين
مركز ليبيا للمتفوقين هو معهد علمي تخصصي (طبي - تكنولوجي) مختلط يقع في مدينة بنغازي شرق ليبيا، تأسس عام 1993 باسم مركز الفاتح للمتفوقين، تبدأ الدراسة فيه من السنة الثانية إعدادي حتى نهاية المرحلة الثانوية من التعليم، يقبل في المركز سنوياً 80 متفوق ومتفوقة بين مئات طلبات المتقدمين لهُ.

## التاريخ
تأسس المركز باسم مركز الفاتح عام 1993، والذي يعتبر هو أول مدرسة متخصصة في رعاية الموهوبين والمتفوقين في البلاد، بدل اسم المركز من مركز الفاتح للمتفوقين إلى مركز ليبيا للمتفوقين بعد ثورة 17 فبراير. يتميز عن غيره من المدارس الحكومية بوجود آلية خاصة لاختيار الطلبة بعد خوضهم لامتحانات خاصة في الذكاء والمناهج المدرسية الحكومية ونجاحهم فيها، كما أنه يتميز عن باقي المدارس بوجود آليات للتدريس ومناهج مخصصة لهذه الشريحة من الطلاب، الذي يعمل على تعزيز التحصيل العلمي للطلاب وتزويد المجتمع بمخرجات هذا التحصيل.

## الشروط
ان من شروط قبول الطالب في المركز هي:
1. أن يثبت المتقدم تفوقه في دراسته السابقة ومنذ الفصل الرابع في المرحلة الابتدائية بوثائق مصدقة.
2. أن يجتاز بتفوق اختبار تحصيلي يجريه المركز للمقررات التي درسها سابقاً.
3. أن يجتاز بتفوق اختبار القدرات العقلية.
4. أن يجتاز بتفوق جميع اختبارات القدرات والذكاء.
5. أن يكون المتقدم ليبيًا ومن سكنة مدينة بنغازي فقط.